# Museo de Antropología de La Habana
El Museo de Antropología de La Habana o Museo Montané  es un museo emplazado en la Universidad de La Habana.  El mismo fue fundado en 1903, y posee una rica colección arqueológica de piezas de las culturas prehispánicas de Centroamérica, Cuba y el Caribe.
Entre sus salas se destacan las dedicadas a Antropología Zoológica, Antropología Física, Etnología Americana y de Cuba  entre otras.
En su colección de destaca especialmente el denominado Ídolo del Tabaco, el cual fue descubierto en la zona de Gran Tierra en el sector este de la isla de Cuba. El ídolo que mide 92 cm de largo y posee forma cilíndrica se encuentra tallado en un tronco de guayacán, posee una forma  antropomorfa  que posee cierta semejanza con un habano. 